# Kuorre Kaita
Kuorre Kaita är en sjö i kommunen Leppävirta i landskapet Norra Savolax i Finland. Den är 18,5 meter djup. Arean är 32 hektar och strandlinjen är 6,85 kilometer lång.  Den  ingår i Vuoksens huvudavrinningsområde.  Sjön ligger omkring 43 kilometer söder om Kuopio och omkring 300 kilometer nordöst om Helsingfors. 
I sjön finns ön Kaidansaari. 